# Trachelyopterus amblops
Trachelyopterus amblops är en fiskart som först beskrevs av Meek och Hildebrand, 1913.  Trachelyopterus amblops ingår i släktet Trachelyopterus och familjen Auchenipteridae. Inga underarter finns listade i Catalogue of Life.